# U-40 (1938)
U-40 – niemiecki okręt podwodny (U-Boot) typu IX A z okresu II wojny światowej. Okręt wszedł do służby w 1939.

## Historia
Zamówienie na budowę okrętu podwodnego zostało złożone w stoczni AG Weser w Bremie 29 lipca 1936. Rozpoczęcie budowy okrętu miało miejsce 1 lipca 1938. Wodowanie nastąpiło 9 listopada 1938, wejście do służby 11 lutego 1939.
Okręt wchodził w skład 6. Flotylli U-Bootów; dowódcami byli kolejno: Kptlt. Werner von Schmidt i Kptlt. Wolfgang Barten.
U-40 odbył 3 patrole bojowe, podczas których nie zatopił żadnej jednostki przeciwnika. W październiku 1939 wraz z innymi 5 okrętami miał wziąć udział w pierwszym w tej wojnie „wilczym stadzie”. Z powodu opóźnienia nakazano wybrać krótszą drogę przez kanał La Manche na miejsce spotkania na południowy zachód od Irlandii.
Decyzja ta okazała się fatalną w skutkach – 13 października 1939 U-40 wszedł na minę w Cieśninie Kaletańskiej i błyskawicznie zatonął. 9 marynarzy zdołało opuścić tonącą jednostkę, jednak jeden z nich zginął podczas ewakuacji, 5 kolejnych zmarło później z powodu wychłodzenia; trzech pozostałych przy życiu uratował niszczyciel HMS „Boreas”.